# 쑹산 공습
쑹산 공습(중국어: 松山空襲), 또는 마츠야마 공습(일본어: 松山空襲)은 1938년 2월 23일 중일 전쟁 당시 중화민국 공군과 소비에트 자원군 폭격부대가 일본 제국 육군항공대가 운영하는 타이베이 쑹산 공항을 오전 11시 5분부터 오후 3시 42분까지 폭격한 공습을 가리킨다. 당시 소련 공군은 중화민국 공군의 이름으로 공습에 참여했으며, 소련 공군의 전투기에는 중화민국 공군을 상징하는 청천백양의 문장이 그려져 있었다. 공습을 주도한 인물은 소련 공군 조종사였던 파벨 리차고프였다.
쑹산 공습은 중화민국 공군이 일본 제국에 직접적으로 가한 첫 공습이며, 일본이 점령하고 있던 대만을 연합국이 처음으로 폭격한 공격이기도 하다.

## 이름
‘쑹산’(松山)은 타이베이의 지명으로, 지금의 쑹산구에 해당한다. 일본어로 읽으면 마쓰야마(まつやま)가 된다. 영어권에서는 타이베이를 일본어로 읽은 다이호쿠를 따라 타이호쿠 공습(Taihoku Air Strike)이라 부른다.

## 배경
중일 전쟁이 발발한 후 일본군은 난징을 점령하고 국민정부는 우한으로 수도를 옮겼다. 1938년 2월 초, 우한에 주둔하고 있는 중화민국 공군사령부는 중요한 정보를 하나 발견하였는데, 일본 육군 항공대가 대만의 쑹산 비행장 부근에 지대한 군사기지를 건설하고, 지속 가능한 물자를 보충하여 일본군이 우한을 점령하는 것을 돕고, 이탈리아에서 입수한 피아트 BR.20 치코냐 폭격기를 조립하고 있었다는 것이었다. 중화민국 공군사령부는 이 정보를 소련의 지원 항공대에 공유하며, 쌍방이 협력하여 공동으로 비행기를 보내 쑹산을 기습할 수 있기를 희망하였다.

## 계획
1938년 2월 22일 소련 의용항공대 지휘관인 레차고프 소령과 정치위원인 리토프가 한커우에 도착했다. 이들은 당시 폭격기 대대장 표도르 폴리닌 대위가 부대를 이끌고 쑹산을 공습할 것을 지시했으며, 난창(南昌)에 주둔 중인 중국 폭격기 12대와 함께 이동해 회항할 때 푸저우(福州)에 착륙해 급유한 뒤 우한(武漢)으로 돌아갈 예정이었다. 중화민국 공군과 소비에트 자원군의 원래 계획은 난창 공항을 거점으로 한 소련·중화민국 혼성 투폴레프 SB 폭격기 12대와 한커우 비행장을 거점으로 한 소비에트 자원군 SB폭격기 28대 등 2개 팀이 동시에 운용될 예정이었다.

## 폭격
1938년 2월 23일 당일, 난창 공항에 출발한 소련-중국 폭격부대가 조종사의 실수로 폭격 경로에서 벗어나 회항하였고, 회항 중 폭격기 한 대가 실수로 호수면에 착륙해 승무원이 사망하는 결과를 낳았다. 결국 이 작전은 한커우에서 출발한 폭격기 연대에서만 이뤄졌다. 폭격 범위가 호위 전투기의 이동 거리를 넘어서면서 폭격작전은 전투기 호위를 받지 않았고 조종사들은 연료 절약을 위해 산소 결핍과 저체온을 유발할 수 있는 고도 5,500m에서 비행하게 되었다. 그러나 폭격기의 고고도 비행 덕분에 일본군의 경계를 받지도 않았고, 이로 인해 일본군 전투기가 출격하는 일이 없었기 때문에 공습작전은 거의 방해받지 않았다. 폭격편대는 쑹산 공항에 폭탄을 투하한 후 푸저우 공항에서 급유를 받고 한커우로 돌아왔다.

## 결과
중화민국과 소련군은 280개의 폭탄이 투하되고 40대 이상의 전투기, 10동의 막사와 3개의 격납고가 파괴돼 많은 배가 침몰·파손됐으며 쑹산 공항은 완전히 마비 상태에 빠졌다고 추정했다. 그러나 일본 육군은 내각에 피해가 경미하고 피해를 입은 주민도 소수였다고 보고했다.
러시아 전기 <러일전쟁 1904~1945>는 쑹산 공습이 국제사회에서 큰 반향을 일으켰고, 일본 정부는 사건 이후 쑹산 공항 직원 대부분을 송치했고 쑹산 공항 사령관은 할복까지 했다고 기록했다. 국립 성공 대학 연구자인 장싱진은 쑹산 공습은 어디까지나 상징적인 것으로 중화민국이 소련의 지원을 받아 이미 바다를 넘어 일본을 폭격할 수 있음을 일본군에 알리는 것이 주목적이었다고 말했다.
이 폭격은 대만에서 처음 일어난 폭격이자 일본이 직면한 첫 공습이었기 때문에, 쑹산 공습 이후 대만은 전시체제에 들어가 대만의 방공 강화에 착수해 갔다.

## 같이 보기
- 신치쿠 공습
- 타이베이 대공습